# Чилі (село)
Чилі́ (каз. Шилі) — село у складі Аулієкольського району Костанайської області Казахстану. Входить до складу Суликольського сільського округу.
Населення — 59 осіб (2021; 199 у 2009, 313 у 1999, 559 у 1989).